# Матилда фон Мансфелд
Матилда (Маргарета) фон Мансфелд (на немски: Mathilde (Margarethe) von Mansfeld; * ок. 1435/1436; † сл. 3 ноември 1468 или между 23 юни и 22 юли 1469) е графиня от Мансфелд и чрез женитба графиня на Щолберг.

## Произход и смърт
Тя е най-малката дъщеря на граф Фолрад II фон Мансфелд († 1450) и втората му съпруга принцеса Маргарета от Силезия-Саган-Прибус († 1491), дъщеря на херцог Йохан I фон Саган († 1439) и Схоластика Саксонска († 1463), дъщеря на курфюрст Рудолф III от Саксония-Витенберг († 1419).
Матилда (Маргарета) фон Мансфелд умира сл. 3 ноември 1468 или между 23 юни 1469 и 22 юли 1469 г. и е погребана в църквата „Св. Мартини“, Щолберг.

## Фамилия
Матилда се омъжва на 1 юли 1447/1452 г. за граф Хайнрих IX фон Щолберг „Стари“ (* 12 май/22 май 1436; † 17 септември 1511), единственият син на граф Бото фон Щолберг Стари († 1455) и графиня Анна фон Шварцбург-Бланкенбург († 1481). Те имат седем деца:
- Каспар (* 15 септември 1464; † 4 февруари 1468)
- Хайнрих Млади фон Щолберг (* 4 януари 1467; † 16 декември 1508 в Кьолн, погребан в Лееуварден), губернатор на Фризия, близнак на Бото VIII
- Бото VIII фон Щолберг-Вернигероде (* 4 януари 1467; † 18 юни 1538), граф на Щолберг, господар на Вернигероде и Хонщайн, близнак на Хайнрих Млади, женен на 24 август 1500 г. в Кьонигщайн за графиня Анна фон Епщайн-Кьонигщайн (* 1482; † 7 август 1538)
- Анна (* 21 август 1458; † 26 октомври 1526), омъжена на 6 април 1477 г. за граф Якоб фон Линдов-Рупин († 1 май 1499)
- Катарина (* 4 юни 1463; † 17 август 1535), канонеса в Дрюбек (1499), абатиса на Дрюбек (1501 – 1535)
- Бригита (* 23 юни 1468; † 13 юли 1518), омъжена пр. 11 септември 1483 г. за Бруно IX фон Кверфурт (* 3 септември 1455; † 3 септември 1495)
- Елизабет († сл. 1516), абатиса на Кведлинбург

Хайнрих IX фон Щолберг се жени втори път на 21 октомври 1474 г. за графиня Елизабет фон Вюртемберг-Урах (1447 – 1505).